# Pavillon du Roi

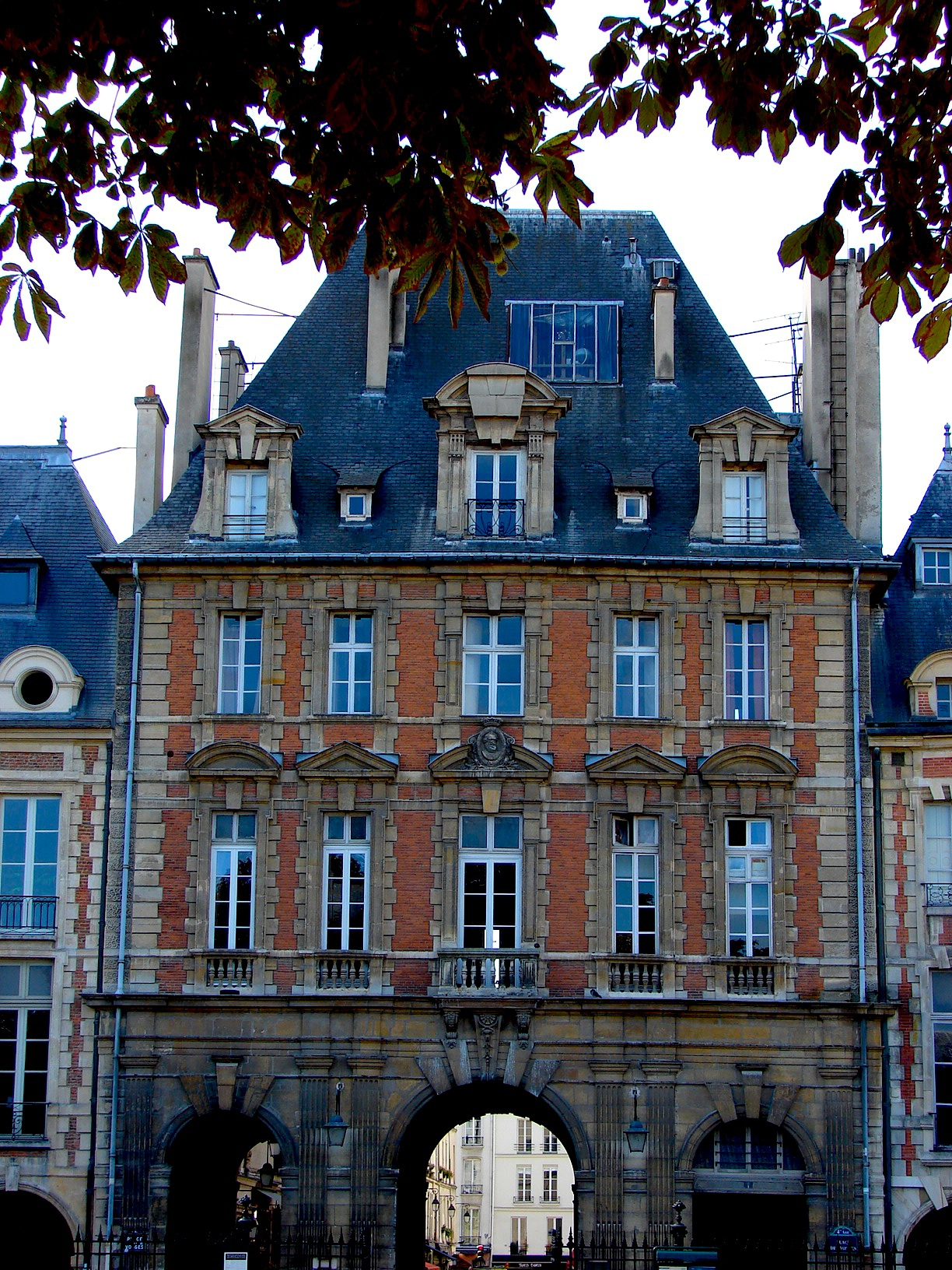
Pavillon du Roi

Pavillon du Roi (Králův pavilon) je městský palác v Paříži. Nachází se v historické čtvrti Marais na náměstí Place des Vosges č. 1. Dům je v soukromém vlastnictví.

## Umístění
Pavillon du Roi má číslo 1 na náměstí Place des Vosges. Nachází se uprostřed jižní strany náměstí. Pasáž vedoucí přízemím domu spojuje ulici Rue de Birague.

## Historie
Palác byl postaven v letech 1605–1608 na náklady francouzského krále Jindřicha IV. během výstavby náměstí. Byl určen jako hlavní vstup na náměstí, navzdory svému názvu nikdy nesoužil jako obydlí panovníka. Prvním obyvatelem se stal královský malíř Charles du Court. Budova byla za Velké francouzské revoluce znárodněna a v roce 1799 prodána. V letech 1802–1811 zde žil malíř miniatur François Dumont a v letech 1850–1870 básník Juste Olivier.
Palác je od roku 1956 chráněn jako historická památka.